# كريستا ديجوتشي
كريستا ديجوتشي (اليابانية:出口 クリスタ ، من مواليد 29 أكتوبر 1995) هي لاعبة جودو أولمبية كندية من أصل ياباني. وهي بطلة في وزن 57 كجم للسيدات بعد فوزها بالميدالية الذهبية في دورة الألعاب الأولمبية الصيفية 2024 في باريس. ما جعلها أول كندية على الإطلاق تفوز بالميدالية الذهبية في الجودو في الألعاب الأولمبية.